# Hlina, Briceni
Hlina (între 1942-1944 Ilinca) este un sat din raionul Briceni, Republica Moldova.

## Demografie

### Structura etnică
Structura etnică a satului conform recensământului populației din 2004:
| Grup etnic         | Populație | % Procentaj |
| ------------------ | --------- | ----------- |
| Moldoveni / Români | 1.016     | 96,67%      |
| Ucraineni          | 27        | 2,57%       |
| Ruși               | 7         | 0,67%       |
| Găgăuzi            | 1         | 0,1%        |
| Total              | 1.051     | 100%        |

## Administrație și politică
Componența Consiliului local Hlina (9 consilieri), ales la 5 noiembrie 2023, este următoarea:
|  | Partid                                       | Consilieri | Componență | Componență | Componență | Componență |
|  | -------------------------------------------- | ---------- | ---------- | ---------- | ---------- | ---------- |
|  | Partidul Social Democrat European            | 4          |            |            |            |            |
|  | Partidul Socialiștilor din Republica Moldova | 3          |            |            |            |            |
|  | Partidul Acțiune și Solidaritate             | 2          |            |            |            |            |

## Vezi și
- Biserica Sfântul Arhanghel Mihail din Hlina